# Avrilly, Allier
Avrilly là một xã ở tỉnh Allier thuộc miền trung nước Pháp.